# Come Out and Play
A Come Out and Play az amerikai Twisted Sister nevű heavy metal-együttes harmadik nagylemeze. 1985. november 9-én jelent meg, az Atlantic Records gondozásában. Ez volt az első albumuk, amelynek producere Dieter Dierks. Az albumon található a Be Chrool to Your Scuel című dal is, amelyben vendégénekesként szerepel Alice Cooper.

## Az album dalai
Az összes dal Dee Snider szerzeménye, a kivételek külön jelölve.
1. Come Out and Play – 4:51
2. Leader of the Pack (Ellie Greenwich, Shadow Morton, Jeff Barry) – 3:48
3. You Want What We Got – 3:45
4. I Believe in Rock 'n' Roll – 4:03
5. The Fire Still Burns – 3:34
6. Be Chrool to Your Scuel – 3:53
7. I Believe in You – 5:23
8. Out on the Streets – 4:27
9. Lookin' Out for #1 – 3:07
10. Kill or Be Killed – 2:47

Bónuszdalok
1. King of the Fools – 6:26

## Közreműködők
- Dee Snider – ének
- Eddie "Fingers" Ojeda – szólógitár
- Jay Jay French – ritmusgitár
- Mark "The Animal" Mendoza – basszusgitár
- A. J. Pero – dobok